# Schizaea orbicularis
Schizaea orbicularis là một loài dương xỉ trong họ Schizaeaceae. Loài này được Baker C. Chr. mô tả khoa học đầu tiên năm 1906.